# Rhaetulus crenatus
Rhaetulus crenatus es una especie de coleóptero de la familia Lucanidae.

## Distribución geográfica
Habita en Corea y Taiwán.